# Источник (фильм, 1949)
«Исто́чник» (англ. The Fountainhead) — американский драматический чёрно-белый фильм 1949 года с Гэри Купером и Патрицией Нил в главных ролях, снятый режиссёром Кингом Видором. Фильм основан на одноимённом романе и бестселлере Айн Рэнд, которая также отвечала за написание сценария для фильма. Хотя он использовался с минимальными поправками, Рэнд позже раскритиковала работу монтёра, художника-постановщика и актёрскую игру.
Сюжет фильма, как и роман Айн Рэнд, строится на борьбе индивидуализма и коллективизма.

## Сюжет
Фильм начинается с нескольких сцен начала карьеры главного героя — Говарда Рорка, архитектора-индивидуалиста. Его исключают из института за отказ следовать традициям, он едет в Нью-Йорк и устраивается в архитектурное бюро Генри Камерона, который потерял карьеру успешного архитектора, не желая подстраиваться под общественные вкусы. Позже бюро закрывается, Говард Рорк работает в одиночку. Заказов и клиентов нет, долги растут, но Говард отказывается от выгодного предложения на проект банка, потому что заказчики хотели изменить его идею, украсив небоскрёб так, чтобы он сочетал в себе несколько стилей. Говард устраивается на работу каменотесом в гранитный карьер, которым владеет Гай Франкон. Тут он случайно встречает дочь владельца — Доминик Франкон, которая ведёт колонку о дизайне интерьеров в известном журнале Бэннер Гейла Винанда. Говард и Доминик влюбляются в друг друга с первого взгляда.
Его друг, Питер Китинг, тем временем заканчивает институт и устраивается в Нью-Йорке в известную архитектурную фирму, которой руководит Гай Франкон. Он приобретает известность и становится успешным, каждый раз соглашаясь с запросами клиентов и следуя веяниям времени. Ему отдают проект на строительство здания, от которого к тому моменту уже отказался Говард Рорк.
Питер помолвлен с Доминик Франкон, но позже согласился расстроить помолвку, когда Гейл Винанд сказал ему выбрать между свадьбой и проектом.
Работая в карьере, Говард Рорк получает заказ от Роджера Энрайта. Благодаря строительству Энрайт-хаус Говард постепенно приобретает известность. Сначала его проект повсеместно критикуют, а газета Бэннер разворачивает компанию против строительства этого небоскрёба, рассчитывая поднять продажи за счёт критики модернисткого здания. Доминик Франкон увольняется из Баннера, потому что ей нравится Энрайт-хаус. После того, как она узнаёт, что архитектор Говард Рорк — это каменотёс, которого она встретила в шахтах отца, она выходит замуж за Гейла Винанда, чтобы не поддаться чувствам. Гейл знакомится с Говардом, они становятся друзьями…

## Создатели

### Съёмочная группа
- Режиссёр — Кинг Видор
- Продюсер — Генри Блэнк[англ.]
- Кинооператор — Роберт Бёркс
- Автор сценария — Айн Рэнд
- Композитор — Макс Стайнер
- Оператор — Луи Люмьер
- Художник-постановщик — Эдвард Каррер[англ.]
- Монтаж — Дэвид Вейсбарт[англ.]

### В ролях
| Актёр         | Роль                                                     |
| ------------- | -------------------------------------------------------- |
| Гэри Купер    | Говард Рорк архитектор                                   |
| Патриция Нил  | Доминик Франкон журналист, дочь успешного архитектора    |
| Рэймонд Мэсси | Гейл Винанд владелец журнала Бэннер                      |
| Кент Смит     | Питер Китинг архитектор, друг Говарда Рорка              |
| Роберт Дуглас | Эллсворт Монктон Тухи архитектурный критик Бэннера       |
| Генри Халл    | Генри Камерон архитектор, учитель Говарда Рорка          |
| Рэй Коллинз   | Роджер Энрайт состоятельный человек, заказал Энрайт-хаус |
| Морони Олсен  | председатель                                             |
| Джером Кауэн  | Альва Скаррет редактор Бэннера                           |
| Джонатан Хейл | Гай Франкон владелец архитектурной фирмы, отец Доминик   |
| Тито Вуоло    | Паскуале Орсини работник карьера                         |